# Constantin Schmid
Constantin Josef Schmid (* 27. November 1999 in Bad Aibling) ist ein deutscher Skispringer.

## Werdegang
Der in Oberaudorf aufgewachsene Constantin Schmid startet für seinen Heimatverein WSV Oberaudorf. Er besuchte zwischen 2013 und 2019 die Christophorusschulen in Berchtesgaden.
Schmid debütierte am 16. Januar 2015 in Oberwiesenthal im Alpencup, wo er Platz 52 belegte. Im März 2016 startete Schmid in Planica erstmals im FIS Cup, wo er die Plätze vier und acht erreichte. Seitdem folgen weitere Teilnahmen an beiden Wettbewerbsserien. Beim Europäischen Olympischen Winter-Jugendfestival 2015 in Tschagguns belegte er im Einzelwettbewerb Platz 31 sowie im Mannschaftswettbewerb zusammen mit Axel Mayländer, Adrian Sell und Jonathan Siegel den vierten Platz.
Am 20. August 2016 debütierte Schmid in Kuopio im Continental Cup und belegte dort den vierten Platz, womit er nur knapp einen Podestplatz verpasste. Im Dezember 2016 wurde er vom DSV in die nationale Gruppe für die Vierschanzentournee 2016/17 nominiert und startete somit in Oberstdorf und Garmisch-Partenkirchen für Deutschland. Schmid überstand die Qualifikationen für die beiden Wettbewerbe, musste dann jedoch aufgrund des K.o.-Systems gegen starke Gegner antreten und schied daher jeweils im ersten Durchgang als 47. und 49. aus. In der Tournee-Gesamtwertung belegte er am Ende mit 179,9 Punkten Platz 51.
Bei den Junioren-Weltmeisterschaften 2017 in Park City, Utah gewann Schmid die Bronzemedaille im Einzelwettbewerb hinter Viktor Polášek und Alex Insam. Darüber hinaus gewann er die Silbermedaille im Mannschaftswettbewerb von der Normalschanze zusammen mit Martin Hamann, Felix Hoffmann und Tim Fuchs hinter Slowenien und vor Österreich, sowie mit dem deutschen Mixed-Team. Am 19. Februar 2017 erreichte Schmid mit einem dritten Platz in Planica seine erste Podestplatzierung im Continental Cup. Einen Monat später belegte er in Zakopane zum ersten Mal den zweiten Platz in einem COC-Wettbewerb, seine bis dahin beste Platzierung. Am 18. März 2017 gewann er in Tschaikowski seinen ersten Continental-Cup-Wettbewerb.
Am 10. Dezember 2017 gelang Schmid in Titisee-Neustadt erstmals der Sprung in die Punkteränge im Weltcup. Als Achter sicherte er sich zudem seine erste Top-10-Platzierung. Die Vierschanzentournee 2017/18 begann er mit einem 28. Platz in Oberstdorf, nachdem er im ersten Durchgang überraschend den früheren Tourneesieger Peter Prevc ausschaltete. Auch in den folgenden drei Springen der Tournee kam er jeweils in die Punkteränge und wurde so 18. der Gesamtwertung. Bei den anschließenden Junioren-Weltmeisterschaften 2018 im schweizerischen Kandersteg wurde er im Mannschaftswettbewerb mit Philipp Raimund, Justin Lisso und Cedrik Weigel Juniorenweltmeister. Im Einzelwettbewerb und Mixed-Teamwettkampf (mit Luisa Görlich, Justin Lisso und Gianina Ernst) wurde er jeweils Vizeweltmeister.
Auch 2019 nahm er an den Junioren-Weltmeisterschaften teil, die diesmal im finnischen Lahti durchgeführt wurden. Dabei konnte er den Mannschaftstitel (nunmehr mit Luca Roth, Kilian Märkl und erneut Philipp Raimund) verteidigen. Im Mixed-Teamwettkampf erreichte er mit Agnes Reisch, Luca Roth und Selina Freitag die Bronzemedaille, während er im Einzelwettbewerb eine Medaille um nur 0,6 Punkte hinter dem Kasachen Sergei Tkatschenko verpasste.
In der Saison 2019/20 holte Schmid am 25. Januar 2020 in Zakopane seinen ersten Weltcupsieg im Team. Am 22. Februar 2020 erreichte er mit Platz drei auf der Normalschanze in Râșnov seinen ersten Podestplatz und sein bis dahin bestes Weltcupergebnis im Einzel. Am 6. März 2020 gewann Schmid mit dem Prolog am Holmenkollen in Oslo das Auftaktspringen der Raw Air 2020 und damit auch den ersten Qualifikationssieg in seiner Karriere. Im Gesamtweltcup belegte er am Ende der Saison, in der er erstmals komplett im Weltcup gesprungen ist, mit 530 Punkten den 16. Platz.
Auch die komplette Saison 2020/21 sprang Schmid im Weltcup. Bei der Skiflug-Weltmeisterschaft 2020 in Planica gewann er zusammen mit Pius Paschke, Markus Eisenbichler und Karl Geiger die Silbermedaille im Team hinter Norwegen und vor Polen. Im Einzel wurde er 14. Bei seinem einzigen Einsatz bei den Nordischen Skiweltmeisterschaften 2021 in Oberstdorf erreichte er im Wettbewerb von der Normalschanze den 23. Platz. Am Ende der Saison belegte er mit 151 Punkten den 30. Platz im Gesamtweltcup.
Bei den Olympischen Winterspielen in Peking verpasste er mit dem deutschen Mixed-Team gemeinsam mit Selina Freitag, Katharina Althaus und Karl Geiger den zweiten Durchgang und wurde Neunter, nachdem Althaus wegen eines zu weiten Anzugs disqualifiziert wurde. Im Einzelwettbewerb von der Normalschanze wurde er Elfter und von der Großschanze 14. Er gewann zudem die Bronzemedaille gemeinsam mit Stephan Leyhe, Markus Eisenbichler und Karl Geiger im Teamwettbewerb von der Großschanze.

## Auszeichnungen
- 2022: Silbernes Lorbeerblatt[6]

## Erfolge

### Weltcupsiege im Team
| Nr. | Datum            | Ort      | Typ         |
| --- | ---------------- | -------- | ----------- |
| 1.  | 25. Januar 2020  | Zakopane | Großschanze |
| 2.  | 29. Februar 2020 | Lahti    | Großschanze |
| 3.  | 28. März 2021    | Planica  | Flugschanze |

### Continental-Cup-Siege im Einzel
| Nr. | Datum          | Ort                    | Typ           |
| --- | -------------- | ---------------------- | ------------- |
| 1.  | 18. März 2017  | Tschaikowski           | Normalschanze |
| 2.  | 6. Januar 2024 | Garmisch-Partenkirchen | Großschanze   |

## Statistik

### Weltcup-Platzierungen
| Saison  | Platz | Punkte |
| ------- | ----- | ------ |
| 2017/18 | 33.   | 081    |
| 2018/19 | 38.   | 086    |
| 2019/20 | 16.   | 530    |
| 2020/21 | 30.   | 151    |
| 2021/22 | 23.   | 332    |
| 2022/23 | 23.   | 280    |
| 2023/24 | 49.   | 039    |

### Vierschanzentournee-Platzierungen
| Saison  | Platz | Punkte |
| ------- | ----- | ------ |
| 2016/17 | 51.   | 179,9  |
| 2017/18 | 18.   | 892,1  |
| 2018/19 | 23.   | 763,0  |
| 2019/20 | 16.   | 999,8  |
| 2020/21 | 35.   | 571,5  |
| 2021/22 | 25.   | 754,7  |
| 2022/23 | 17.   | 948,3  |
| 2023/24 | 46.   | 259,6  |
| 2024/25 | 58.   | 118,5  |

### Grand-Prix-Platzierungen
| Saison | Platz | Punkte |
| ------ | ----- | ------ |
| 2017   | 81.   | 004    |
| 2018   | 79.   | 002    |
| 2019   | 39.   | 043    |
| 2021   | 18.   | 128    |
| 2022   | 48.   | 027    |
| 2023   | 28.   | 074    |
| 2024   | 81.   | 005    |

### Continental-Cup-Platzierungen
| Saison  | Platz | Punkte |
| ------- | ----- | ------ |
| 2016/17 | 19.   | 546    |
| 2017/18 | 31.   | 366    |
| 2018/19 | 31.   | 300    |

### Schanzenrekorde
| Ort    | Land     | Weite              | aufgestellt am   | Rekord bis |
| ------ | -------- | ------------------ | ---------------- | ---------- |
| Râșnov | Rumänien | 103,0 m (HS: 97 m) | 22. Februar 2020 | aktuell    |